# Sackville (Schiff)
Die HMCS Sackville ist eine Korvette der Flower-Klasse, die in der Royal Canadian Navy eingesetzt war und im Zweiten Weltkrieg mit der Battle Honour Atlantic 1942–44 ausgezeichnet wurde. Die Korvette wurde von 1953 bis 1983 als ziviles Forschungsschiff genutzt. Später erfolgte der Rückbau in ihren letzten Einsatzzustand 1944 und die Sackville wurde Museumsschiff in Halifax (Nova Scotia). Sie ist die letzte verbliebene Flower-Korvette.

## Geschichte der Korvette
Die Kiellegung der Sackville erfolgte als Patrol Vessel 2 auf der Werft Saint John Shipbuilding and Drydock Company in Saint John (New Brunswick) Anfang 1940. Der zweite Auftrag der Royal Canadian Navy für eine Korvette der Flower-Klasse lief am 15. Mai 1941 vom Stapel und erhielt dabei den Namen Sackville nach der gleichnamigen Stadt in New Brunswick. In Dienst gestellt wurde die Sackville am 30. Dezember 1941.
Mit dem ersten Kommandanten des Schiffes gab es erhebliche Schwierigkeiten und er wurde nach ersten Geleiteinsätzen in kanadischen Küstengewässern im März 1942 abgelöst. Dazu wurde aber auch die gesamte Besatzung der Korvette auf andere Schiffe der RCN verteilt. Die Sackville wurde am 6. April 1942 von Lieutenant-Commander Alan H. Easton, RCNR, und seiner Besatzung übernommen. Diese hatten zuvor die Korvette HMCS Baddeck (K147) geführt, die nach drei schweren Maschinenzusammenbrüchen an die Bauwerft zur Beseitigung der Mängel zurückgegeben worden war. Die Sackville erhielt noch eine neue Radaranlage aus kanadischer Fertigung und wurde am 15. Mai 1942 zusammen mit den Korvetten HMCS Galt (K163) und HMCS Wetaskiwin (K175) der Escort Group C-3 der Mid-Ocean Escort Force zugeteilt, wo sie andere Korvetten ersetzten.

### Einsätze 1942
Ihre erste Begleitung eines Konvois erfolgte schon vom 13. bis 15. Februar 1942 bei dem 27 Schiffe umfassenden Konvoi HX 17 zwischen Neufundland und Island, im gleichen Abschnitt folgte die Sicherung von SC 72 und dann in Gegenrichtung von ON 70 (3 Konvois mit 76 Schiffen ohne Verluste).

Dann bei der Mid-Ocean Escort Force in der Escort Group C-3 folgen Einsätze an den Konvois HX 191, ON 104, SC 90 und ON 115, von dem drei Schiffe torpediert wurde und zwei sanken; zuvor hatten aber drei Konvois mit 94 Schiffen erfolgreich den Atlantik gequert. Mit HX 202, ON 121, SC 98, ON 131, HX 210 und ON 141 folgten sechs Konvois mit 295 Schiffen ohne Verluste, ehe bei der Sicherung von SC 109 im September zwei Schiffe torpediert wurden und eines davon sank. ON 152 lief dann mit 15 Schiffen wieder ohne Verluste vom 10. bis 19. Dezember 1942 nach Kanada.

Damit sicherte die Korvette 1942 erfolgreich 15 Konvois, von denen dreizehn mit 480 Schiffen ohne Verluste ihre Ziele erreichten. Bei den beiden anderen Geleiten wurden fünf Schiffe torpediert, von denen drei sanken, ein weiteres nicht erfolgreich zu einer Reparaturwerft überführt werden konnte; aber fast 90 Schiffe aus diesen Konvois erreichten ihr Ziel.
Als die Sackville im August 1942 ON-115 sicherte, der wegen starken Nebels nicht mehr aus der Luft gesichert werden konnte, erfolgten zwei Angriffe der deutschen U-Boote auf Konvois vor Neufundland.
Die Sackville griff U 704 an und zwang das Boot zum Tauchen und Rückzug. Einige Stunden später entdeckte die Korvette das aufgetauchte U 552 und konnte mit seiner 102-mm-Kanone einen Treffer im Turm des U-Boots erzielen. Das tauchende Boot wurde auch noch mit Wasserbomben angegriffen, konnte aber schwer beschädigt entkommen.
Die Sackville trug mit ihren Angriffen entscheidend dazu bei, dass die Masse der 41 Schiffe des Konvois ihre Ziele erreichten.

### Einsätze 1943
Die Sackville befand sich ab Mitte Januar 1943 zur Überholung in der Werft von Thompson Bros. in Liverpool (Nova Scotia). Neben notwendigen Arbeiten an der Maschine wurde die anfangs vorhandene Minensuchausrüstung ausgebaut und die Ausleger der Brücke vergrößert, um 20-mm-Oerlikon-Kanonen aufzustellen. Ab Mitte Mai war die Korvette wieder einsatzbereit.

Es erfolgten dann weitere Einsätze bei der Mid-Ocean Escort Force in der Escort Group C-2. Ohne Verluste konnte die Korvette die sechs Geleitzüge ON 184, HX 242, ON 190, HX 247, ON 195, HX 252 mit insgesamt 427 Schiffen begleiten, ehe es mit der neu zusammengestellten EG C-9 bei der Sicherung der zusammengeführten Konvois ONS 18/ON 202 zu Verlusten kam.
siehe → Verlust der HMCS St. Croix.

Dann kam es bei der Sicherung von SC 143 mit der EG C2 auch zu Verlusten (Zerstörer Orkan und der amerikanische Frachtdampfer Yorkmar). Danach konnte die Sicherung von ONS 21, HX 265, ONS 24 und HX 271 ohne Verluste eines der gesicherten 166 Schiffe durchgeführt werden.

### Einsätze 1944 / Dienstende
Als Teil der Escort Group C-2 des Konvois HX 271 war die Korvette noch kurz vor dem Jahresende 1943 in Nordirland eingetroffen und kehrte mit dieser EG im Januar wieder nach Kanada zurück. Gesichert wurden dabei vom 14. bis 18. Januar der Konvoi ONS 27 von 32 Schiffen und am 18./19. der Geleitzug ON 220 (54 Schiffe) von Nordirland nach Neufundland zurück. Es folgte ein Werftaufenthalt in Galveston von Ende Februar bis Anfang Mai 1944. Das Vorschiff der Korvette wurde verlängert, eine neue Brücke eingebaut und die elektronischen Anlagen erneuert. Nach einer Einfahrzeit um Bermuda kam die Korvette wieder auf dem Atlantik im Geleitdienst zum Einsatz und war mit der EG C-2 seit dem 29. Juni zur Sicherung des HX 297 eingesetzt, der ohne Verluste Großbritannien erreichte.
Im östlichen Stützpunkt der EG, Derry, wurden wegen unbefriedigender Maschinenleistungen die Kessel gereinigt. Dabei wurde ein erhebliches Leck eines Kessels festgestellt, dessen Reparatur nicht gelang. Mit dem Schaden war die Korvette nicht mehr zur U-Boot-Jagd tauglich. Da sie aber gerade umfangreich nachgerüstet war, schien die Nutzung als Ausbildungsschiff möglich. Das Schiff sollte in der Offiziersausbildung der Kanadischen Marine in HMCS King, der Marine-Offiziersschule im King’s College auf dem Gelände der Dalhousie University in Halifax, eingesetzt werden.
Bevor sie die Aufgabe übernehmen konnte, wurde entschieden, das Schiff als „Schleifenleger“ für Anti-Submarine indicator loops (U-Boot-Erkennungsschleifen) zu nutzen. Dazu wurden Spezialkabel verlegt, die das Passieren eines getauchten Fahrzeugs anzeigen konnten. Mit derartigen Warneinrichtungen sollten die Häfen der kanadischen Ostküste ausgerüstet werden. Das zu verlegende Kabel sollte in den Kesselraum des defekten Kessels kommen, der zuvor ausgebaut wurde. Dazu wurde die Bewaffnung auf dem Vorschiff entfernt und durch zwei Kräne für die Arbeit mit den zu verlegenden Kabeln ersetzt. Beim Kriegsende in Europa waren diese Umbauten noch nicht abgeschlossen und das als Z62 gekennzeichnete Schiff wurde im April 1946 außer Dienst gestellt und der Reserve zugeteilt.

### Dienst als Forschungsschiff
Während etliche Korvetten der Flower-Klasse nach Kriegsende abgebrochen oder verkauft wurden, verblieb die Sackville in der Reserve. 1952 wurde das Schiff wieder aktiviert und zu einem Forschungsschiff für das kanadische Department of Fisheries and Oceans (Ministerium für Fischerei und Meereskunde) umgebaut. Die noch verbliebenen Waffen und die Tarnbemalung wurden entfernt. Das Schiff erhielt einen schwarzen Rumpf und die Nummer 532 (später 113). 1964 wurde der vorhandene Heckaufbau vergrößert und ein Labor eingebaut, 1968 wurde der Brückenaufbau völlig geschlossen und verglast. Nach ersten Einsätzen im Sankt-Lorenz-Strom und -Golf folgten auch Einsätze zwischen der Baffininsel und Grönland. Zuletzt erfolgte der Einsatz für das Bedford Institute of Oceanography. Als Forschungsschiff blieb die Sackville bis zum Juli 1982 im Einsatz und wurde im Dezember dann außer Dienst gestellt.
Als letzte verbleibende Flower-Korvette wurde die Sackville 1983 an den Canadian Naval Corvette Trust (heute Canadian Naval Memorial Trust) abgegeben.

### Museumsschiff

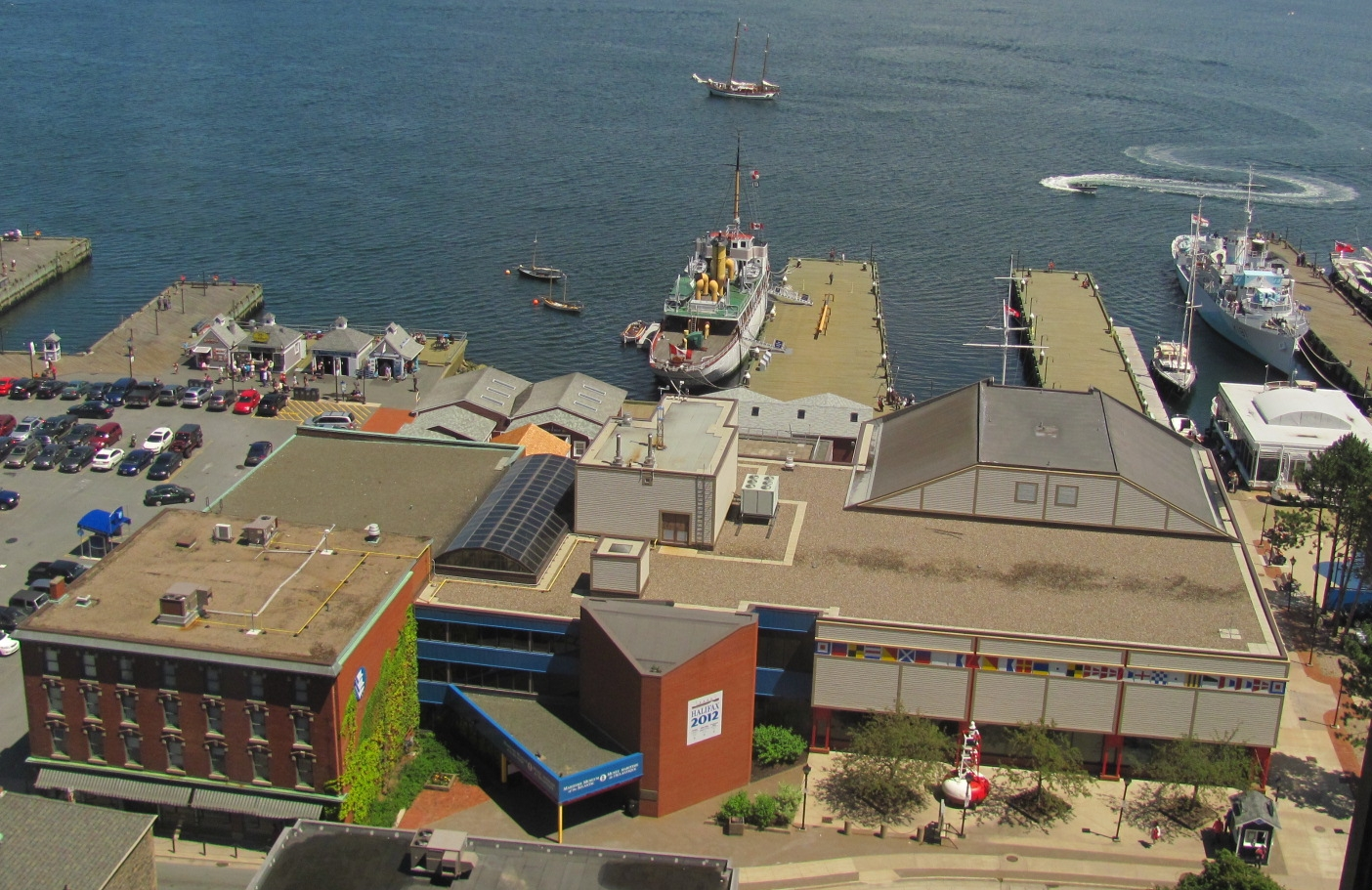
HMCS Sackville an ihrem Sommerliegeplatz neben dem Maritime Museum of the Atlantic

Der genannte Canadian Naval Corvette Trust beabsichtigte in den siebziger Jahren die in Kanada gebaute Juan Alejandro Acosta (ex HMCS Louisburg) aus der Dominikanischen Republik zurückzukaufen. Dieses Schiff sank aber im August 1979 durch den Hurrikan David zusammen mit dem Schwesterschiff Cristobal Colon (ex HMCS Lachute). Danach war die Sackville das einzige Schiff der Flower-Klasse. Die vorgenannte Gesellschaft zum Erhalt einer Fregatte erhielt daher am 28. Oktober 1983 die Sackville und begann den Rückbau der Korvette zum Ausrüstungsstand von 1944, da ein Rückbau auf einen noch früheren Bauzustand erheblich teurer geworden wäre.
Halifax erschien ein guter Ort für das Museum und das Schiff, da der Hafen eine wichtige Rolle in der Aufstellung der Atlantikkonvois im Krieg gespielt hatte. Über die Winter verlegte die Korvette dann zur Werft der kanadischen Marine in Halifax, wo notwendige Reparaturen durchgeführt werden konnten.
Die Saison der Sackville begann in der Regel am 1. Mai-Sonntag eines Jahres, an dem ein Marineschlepper die Korvette zum Point Pleasant Park schleppte, wo das Schiff an der Commemoration of the Battle of the Atlantic (Gedenktag für die Schlacht im Atlantik) teilnahm. In dem Park am Eingang zum Hafen von Halifax befindet sich auch ein Denkmal für den Einsatz der RCN. Auf der Sackville befanden sich meist etliche Veteranen der Royal Canadian Navy, die bei diesem Dienst eingesetzt waren. Dazu wurde an diesem Tag oft die Asche verstorbener Veteranen dieser Zeit der See übergeben.

Im September 2003 riss sich die Korvette während des Hurricane Juan los und beschädigte den dort liegenden Schoner Larinda, Nachbau eines Teeschoners aus dem 17. Jahrhundert. Die Besitzer des Schoners versuchten anschließend vergeblich, den Canadian Naval Corvette Trust wegen mangelhafter Sicherung zu verklagen.
2018 begann eine große Überholung der Korvette, um sie der Nachwelt zu erhalten. Daher konnte die Sackville ab Februar 2018 nicht mehr besichtigt werden.

### Weitere Ehrungen
1988 wurde die Sackville zum National Historic Site of Canada (Historisch bedeutsamer Ort Kanadas) als letzte noch vorhandene Korvette der Flower-Klasse erklärt.

Am 4. November 1998 gab die Kanadische Post eine 45 ¢-Briefmarke mit einem Bild der HMCS Sackville als Teil einer Markenserie mit Marineschiffen heraus.

2020 erschien der Film Greyhound mit Tom Hanks. Im Film gibt es eine computergenerierte Korvette, HMCS Dodge, call sign Dicky, deren Äußeres nach Bildern der Sackville generiert wurde.